# Druhá internacionála
Dělnická internacionála, která vešla do dějin jako Druhá nebo Sociálně demokratická internacionála, byla mezinárodní organizací socialistů. Byla ustavena roku 1889, po sedmi letech příprav, s podporou Friedricha Engelse (Karl Marx zemřel r. 1883). Ve srovnání s První internacionálou z ní byly vyloučeny tenkrát ještě vlivné anarchosyndikalistické strany a odbory, takže marxisté už měli jasnou převahu. Reprezentovala již početnou a vlivnou základnu marxistických stran a odborů ve všech významných industrializovaných zemích Evropy. Její vliv je patrný z toho, že se jí podařilo na většině kontinentu prosadit 1. květen jako Svátek práce (1889) a 8. březen jako Mezinárodní den žen (1910).

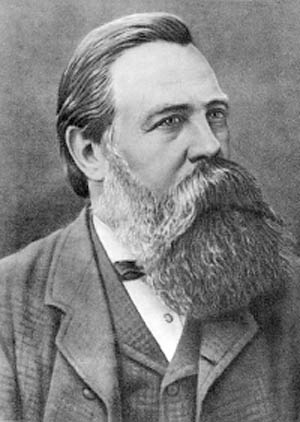
Friedrich Engels

Mnozí vlivní marxisté této epochy razili teorie méně revoluční než generace První internacionály, zejména pokud pocházeli ze zemí, v nichž byly marxistické strany legální. Erfurtský program německé sociální demokracie z roku 1891, jehož hlavními autory byli Karl Kautsky a Eduard Bernstein, požadoval legální účast na politickém životě a kladl důraz na vylepšení života dělníků spíše než na přípravu revoluce. Pražský rodák Kautsky, editor čtvrtého dílu Marxova Kapitálu a nejvlivnější marxista doby, to zdůvodňoval tím, že brzké zhroucení kapitalismu je nevyhnutelné tak jako tak. Jeho stranický kolega Eduard Bernstein, autor věty „Hnutí je vším, konečný cíl ničím“, dospěl až k úplnému zavržení revoluční cesty. Upřednostňoval rozvoj odborového hnutí a reformy prosazované demokratickou cestou, čímž se stal zakladatelem evolučního socialismu čili reformismu.
Rakousko-Uherský austromarxismus, reprezentovaný jmény jako Victor Adler, Otto Bauer, Karl Renner a Max Adler, zpochybňoval marxistický internacionalismus a požadoval oddělené socialistické strany pro jednotlivé národnosti na území jediné země. Ve shodě s tímto názorem byla 7. dubna 1878 Praze založena Českoslovanská sociálně demokratická strana, od roku 1893 již nezávislá na mateřské rakouské sociálně demokratické straně a sdružující česky mluvící marxisty.
V internacionále byli i radikálové jako Rusové Lenin a Trockij nebo Němci Karl Liebknecht a Polka židovského původu žijící v Německu Rosa Luxemburgová, kteří udržovali revoluční tradici komunismu a své umírněnější soudruhy odsuzovali jako „renegáty“. Leninova frakce, zvaná později bolševici, se roku 1903 oddělila od zbytku Ruské sociálně demokratické dělnické strany, zvaného od té doby menševici, a vytvořila samostatnou organizaci vedenou profesionálními revolucionáři, z níž se později vyvinula Komunistická strana Sovětského svazu. Internacionála se rozpadla roku 1916 po vypuknutí první světové války. Ukázalo se, že většina evropských socialistů nechce dodržovat zásady internacionalismu ani připravovat světovou revoluci, ale podporuje válečné cíle vlád svých zemí.

## Kritika
Stalin  v brožuře „O základech leninismu“ zdůrazňoval:
Mezi Marxem i Engelsem a mezi Leninem leží celé období panství oportunismu II. Internacionály. A v zájmu přesnosti musím dodat, že zde nejde o formální panství oportunismu, nýbrž jedině o jeho panství skutečné. Formálně byli v čele II. Internacionály „pravověrní“ marxisté, „orthodoxní“ — Kautský a jiní. Ve skutečnosti byla však hlavní činnost II. Internacionály vedena oportunisticky. Oportunisté se přizpůsobovali buržoasii v důsledku své poddajné, maloburžoasní povahy, „orthodoxní“ se pak zase přizpůsobovali oportunistům v zájmu „zachování jednoty“ s oportunisty, v zájmu „míru ve straně“. Výsledkem bylo panství oportunismu, neboť politika buržoasie a politika „orthodoxních“ tvořívaly uzavřený kruh.
Josif Vissarionovič Stalin,  O základech leninismu (1924)
V utkáních s oportunismem II. Internacionály vznikl a zesílil leninismus.
Jednou z tradic II. internacionály byl prezíravý postoj k filozofickým a světonázorovým otázkám. Georgij Plechanov byl v podstatě jediným z činitelů II. internacionály, kdo pochopil prvořadý význam propagandy a zpracování dialektického a historického materialismu.